# تاندر (خواننده)
تاندر (کره‌ای: 박상현؛ زادهٔ ۷ اکتبر ۱۹۹۰) خواننده، بازیگر، و بازیگر تلویزیون اهل کره جنوبی است.